# Indigofera burttii
Indigofera burttii är en ärtväxtart som beskrevs av Baker f. Indigofera burttii ingår i släktet indigosläktet, och familjen ärtväxter. Inga underarter finns listade i Catalogue of Life.